# النور آراگون
النور آراگون (اسپانیایی: Eleanor of Aragon, Queen of Portugal‎؛ ۱ فوریهٔ ۱۴۰۲ – ۱۹ فوریهٔ ۱۴۴۵) ملکه همسر بود. او همسر ادوارد پرتغال بود.